# كنيسة تشيلين
كنيسة تشيلين (بالإسبانية: Iglesia de Chelín) هي كنيسة رومانيّة كاثوليكيّة تقع في بلدية كاسترو في تشيلي. تم تشييدها في عام 1888، عندما كان أرخبيل تشيلوي لايزال جزءًا من ممتلكات التاج الإسباني، حيث تمثّل اندماجًا بين الثقافة اليسوعيّة الأوروبيّة ومهارات الشعوب الأصليّّة وتقاليدها، وهي مثال على ثقافة المستيزو.
تُعتبر كنيسة تشيلين واحدة من أقدم الكنائس التقليديّة في تشيلوي، والتي بقيت سليمة تقريبًا من عصر البعثة اليسوعيّة.

## الحماية
تُعتبر هذه الكنيسة واحدة من 16 كنيسة خشبية فريدة تم إدراجها على قائمة التراث العالمي التابعة لليونيسكو في عام 2000 تحت مسمى كنائس تشيلوي. كما قامت جامعة تشيلي، ومؤسسة كنائس تشيلوي الثقافية، وغيرها من المؤسسات بجهود كبيرة للحفاظ على هذه المنشآت التاريخيّة.

## الموقع
تقع كنيسة تشيلين ضمن بلدية كاسترو (التي يقع فيها أيضًا كنيسة سان فرانثيسكو، كنيسة سانتا ماريا دي ريلان، وكنيسة سيدة جراثيا دي نيركون)، شرق أرخبيل تشيلوي.